# Jan Zagierski
Jan Zagierski (ur. 28 kwietnia 1908 w Jabłonowie Pomorskim, zm. 23 kwietnia 1984 w Gdańsku) – dr nauk medycznych. Medycynę studiował na Uniwersytecie Poznańskim w okresie 1928–1935. Pracował jako chirurg w Chełmnie, Chełmży, Grudziądzu, Iławie, Poznaniu i Toruniu. W szpitalu polowym 802 (w bitwie nad Bzurą). Brał udział w pracy konspiracyjnej, organizował służbę zdrowia w obwodzie ZWZ Chełmno kierując sanitariatem mocno zakonspirowanej Polskiej Armii Powstańczej, współpracującej z AK i Gryfem Pomorskim.

## Życiorys
Jan Zagierski urodził się 27 kwietnia 1908 roku w Jabłonowie Pomorskim. Jego ojciec, także Jan, był ogrodnikiem artystycznym i pracował pielęgnując i dbając o rozwój ogrodów przy pałacu księżnej Marii Ogińskiej. Entuzjasta zawodu, ze względu na wykonywane eksperymenty zwany był „Miczurinem Północy”. Maturę zdał w gimnazjum neoklasycznym w Brodnicy w 1928 roku ze znajomością, języków: niemieckiego, francuskiego, greki i łaciny. Medycynę studiował na Uniwersytecie Poznańskim w okresie 1928–1935. W czasie studiów otrzymał stypendium przyznane przez starostwo Krajowe Pomorskie w Toruniu. Warunkiem były dobre wyniki w nauce, a po studiach praca na terenie Województwa Pomorskiego. W 1929 roku po zamknięciu Powszechnej Wystawy Krajowej w Poznaniu z całą korporacją akademicką brał udział w zagospodarowywaniu budynków po „Wystawie”, które otrzymał Uniwersytet Poznański (Pałacu Sztuki Pe-Wu-Ki, Collegium Anatomicum i Pałacu Rządowego Pe-Wu-Ki, Collegium Chemicum Uniwersytetu Poznańskiego).
W okresie nauki pracował przez jakiś czas jako młodszy asystent w klinice chirurgicznej w Poznaniu. Po studiach, wywiązując się z obowiązków stypendialnych, podjął pracę jako młodszy ordynator na oddziale chirurgicznym Okręgowego Szpitala Wojskowego nr 8 w Toruniu, a w roku 1937 na podstawie konkursu otrzymał stanowisko chirurga w szpitalu powiatowym w Chełmży, by w 1938 roku zostać kierownikiem całego, niedużego szpitala. Był także lekarzem ubezpieczalni społecznej i służył pracownikom cukrowni (największej w Europie). W tym czasie napisał pracę doktorską, którą obronił, a której promocja została wyznaczona na październik 1939 roku. Tytuł naukowy zatwierdzono dopiero w grudniu 1945 roku. 2 września 1939 roku, jako ochotnik, został przydzielony do szpitala polowego 802 i brał udział w bitwie nad Bzurą (razem z późniejszym profesorem Wiktorem Degą, wybitnym znawcą ortopedii i rehabilitacji, autorem wielu publikacji naukowych). Stamtąd, po klęsce działań obronnych, jako nieumundurowany lekarz, wrócił do Chełmży. Z odebranym prawem wykonywania zawodu, wpisany na 5 miejscu listy zakładników, ostrzeżony przez wdzięczną pacjentkę – Niemkę, uciekł do rodziny żony, do Szamotuł. Wrócił w sierpniu 1940 roku, gdy otrzymał z powrotem prawo wykonywania zawodu lekarza. Ale lekarza tylko dla Polaków. tzw. Polenbehandler. Jan Zagierski pod koniec 1942 roku został przeniesiony do Szpitala Powiatowego w Chełmnie. Tam kontynuował udział w pracy konspiracyjnej. Dzięki temu, wielu Polaków uniknęło wcielenia do Wermachtu. Organizował służbę zdrowia w obwodzie ZWZ Chełmno – kierując sanitariatem mocno zakonspirowanej Polskiej Armii Powstania, współpracującej z AK i Gryfem Pomorskim. Podczas okupacji z powodu aktywności środowiskowej nazywany był „Judymem z Pomorza”. Jak ujął to prof. Zdzisław Jezierski w komunikacie /sprawozdaniu (pod red. Doroty Kromp, Katarzyny Minczykowskiej i Jana Szilinga) z XVII sesji naukowej w Toruniu 21 listopada 2007 roku – „Lekarze polscy na Pomorzu w okresie okupacji hitlerowskiej 1939–1945” (s. 19)”…w początkowym okresie okupacji trudność tworzenia terenowych ogniw służby zdrowia przez ZWZ wynikała również z tego powodu, że na Pomorzu powstało wówczas około czterdziestu konspiracyjnych formacji zbrojnych. Każda z nich zakładała własne struktury pomocy medycznej. Naczelny Wódz Polskich Sił Zbrojnych, gen. Władysław Sikorski, wielokrotnie nakazywał scalenie wszystkich podziemnych organizacji wojskowych w ramach ZWZ-AK. Na omawianym terenie proces ten rozwinął się dopiero od 1943 roku. Podkreślić jednak należy, iż wśród personelu medycznego różnych organizacji współpraca występowała znacznie wcześniej. Na przykład Helena Chrzanowska, organizująca w 1941 roku służbę zdrowia w Obwodzie ZWZ Chełmno, korzystała z pomocy dr med. Jana Zagierskiego, który kierował tam sanitariatem Polskiej Armii Powstania. Przekazał jej wiele materiałów opatrunkowych i leków…”.
W styczniu 1944 roku został przeniesiony do Szpitala Powiatowego w Iławie, gdzie – pod nadzorem lekarza Niemca, opiekował się Polakami i Rosjanami, przebywającymi na przymusowych robotach. W styczniu 1945 roku wrócił do Chełmna, organizując zastępczy szpital w klasztorze Sióstr Miłosierdzia św. Wincentego A Paulo. Wówczas, był zmuszony współpracować z frontowym dowództwem wojsk sowieckich. 5 marca 1945 roku został powołany na przedwojenne stanowisko do szpitala w Chełmży. Do sierpnia był jedynym lekarzem w szpitalu, jak i dla ludności miasta oraz okolicznych wsi. Był specjalistą chirurgiem, ale miał dużą wiedzę ogólną medyczną, wielospecjalistyczną oraz niebywałą intuicję lekarską. Na zlecenie ówczesnych władz, niedługo po wojnie, zajął się rozbudową szpitala, dobudowując nową część na dodatkowych 60 łóżek. Oprócz pracy w szpitalu, należał do zarządu PCK i do Związku Zawodowego Lekarzy. Pracował także jako lekarz w cukrowni, jako lekarz sportowy oraz okresami prowadził praktykę prywatną w domu. Jan Zagierski był przyjacielem wybitnego chirurga profesora Romana Drewsa, urodzonego też w 1908 roku i kończącego medycynę na poznańskiej uczelni. Kontakty i przyjaźń z okresu studiów i służby w szpitalu wojennym nad Bzurą z profesorem Degą ułatwiała doskonalenie zawodowe. W 1954 roku, decyzją ministra zdrowia, Zagierski otrzymał nominację na ordynatora 95 łóżkowego oddziału chirurgicznego Szpitala Miejskiego w Grudziądzu. Wyszkolił wielu chirurgów, którzy zajmowali stanowiska w nowo powstających oddziałach. Pracował także w przychodni specjalistycznej. W roku 1966 brał udział w Światowym Zjeździe Chirurgów w Paryżu. W 1974 roku przeszedł na emeryturę, ale w poradni ortopedycznej pracował do końca życia. Zmarł 23 kwietnia 1984 roku w Gdańsku w wyniku powikłań pooperacyjnych.

## Rodzina
W 1938 roku zawarł związek małżeński z Jadwigą Maciejewską, dyplomowaną pielęgniarką, którą poznał pracując w klinice w Poznaniu. Jadwiga brała udział w wojnie obronnej, była na froncie wschodnim w szpitalu polowym w Równem, którego dowódcą był lekarz major Stanisław Malewicz (zginął w Starobielsku). Została z przypadku depozytariuszem wiedzy o mordzie katyńskim. Za jej sprawą informacja ta przenikała w rodzinie i do zaufanych kręgów ludzi, którzy nigdy nie zaakceptowali zdrady jałtańskiej.
W 1942 roku urodziła się córka Ewa, w 1943 roku córka Maria. W 1953 roku w Chełmży urodził się syn, który także otrzymał imię Jan. Wszystkie dzieci skończyły Akademię Medyczną w Gdańsku.

## Upamiętnienie
Uchwałą Rady Miejskiej nr XL/71/17 z 30 sierpnia 2017 r., jedną z ulic miasta Grudziądza nazwano imieniem doktora Jana Zagierskiego. Rada przychyliła się do wniosków organizacji społecznych wspartych autorytetem Kościoła Rzymskiego (wszystkich współcześnie żyjących kardynałów Polskich i ks. Prymasa), kombatantów, w tym Światowego Związku Kombatantów Armii Krajowej, rektorów Uniwersytetów Medycznych w Polsce i niektórych rad wydziałów tych uczelni oraz licznych mieszkańców miasta Grudziądza.